# S/2007 (2001 RZ143) 1
S/2007 (2001 RZ143) 1, também escrito como S/2007 (2001 RZ143) 1, é o objeto secundário do corpo celeste denominado de 2001 RZ143. Ele é um objeto transnetuniano que tem cerca de 90 km de diâmetro e orbita o corpo primário a uma distância de 1.400? km.